# Шимчук Яків Павлович
Яків Павлович Шимчук (3 грудня 1905, місто Куп'янськ, тепер Харківської області — ?) — радянський і партійний діяч, секретар Чернівецького обкому КП(б)У.

## Життєпис
Член ВКП(б) з 1929 року.
У 1940—1941 роках — завідувач промислово-транспортного відділу Чернівецького обласного комітету КП(б)У.
З 15 квітня по липень 1941 року — секретар Чернівецького обласного комітету КП(б)У з транспорту.
З липня 1941 по березень 1946 року — в Червоній армії, учасник німецько-радянської війни. Служив комісаром авторемонтного заводу № 11, заступником начальника із політичної частини авторемонтного заводу № 11 Народного комісаріату оборони СРСР у місті Саратові. З 1944 року — заступник командира із політичної частини 35-го окремого гвардійського танкового полку прориву 39-ї армії. У 1945 році лікувався в госпіталі, був у резерві політичного складу Львівського військового округу.
Подальша доля невідома.

## Звання
- капітан
- гвардії майор

## Нагороди
- орден Вітчизняної війни І ст. (14.03.1945)
- орден Червоної Зірки (18.09.1943)
- медаль «За оборону Сталінграда»
- медаль «За взяття Кенігсберга» (1945)
- медаль «За перемогу над Німеччиною у Великій Вітчизняній війні 1941—1945 рр.» (1945)
- медалі